# Tsareubijtsa
Tsareubijtsa (russisk: Цареубийца) er en sovjetisk-britisk spillefilm fra 1991 af Karen Sjakhnazarov.

## Medvirkende
- Oleg Yankovsky — Dr. Smirnov / Nikolaj II
- Malcolm McDowell — Timofejev / Jakov Jurovskij
- Armen Dzhigarkhanyan — Aleksandr Jegorovitj
- Olga Antonova — Aleksandra
- Darja Majorova — Olga Nikolajevna